# Gare d'Aubange
La gare d'Aubange est une gare ferroviaire belge de la ligne 165, d'Athus à Libramont, située sur le territoire de la commune d'Aubange, dans la province de Luxembourg en Région wallonne.
C'est une halte voyageurs de la SNCB desservie, uniquement les jours ouvrables, par des trains Omnibus (L) et d’Heure de pointe (P).

## Situation ferroviaire
Établie à 274 mètres d'altitude, la gare d'Aubange est située au point kilométrique (PK) 3,00 de la ligne 165, d'Athus à Libramont, entre les gares d'Athus et d'Halanzy.

## Histoire
Les Chemins de fer de l'État belge mettent en service un point d'arrêt à Aubange le 12 novembre 1881. Elle devient une halte ouverte à tous trafics en 1905, ayant été dotée d'une rampe, de pavages et d'un bâtiment des recettes pour un montant d'au-moins 32 000 francs.
La SNCB ferme toutes les gares de la ligne 165 situées entre Athus et Virton le 3 juin 1984 lorsque le Plan IC-IR entre en application.
Le 14 mai 2007, la gare dont les quais ont été reconstruits en janvier accueille à nouveau des trains de voyageurs, tout comme celles de Halanzy et de Messancy.

## Service des Voyageurs

### Accueil
Halte SNCB, c'est un point d'arrêt non géré (PANG) à accès libre.

### Desserte
Aubange est desservie par des trains Omnibus (L) et d’Heure de pointe (P) de la SNCB, qui effectuent des missions sur la ligne 165.
En semaine la gare est desservie par des trains L Libramont - Bertrix - Virton - Athus - Arlon (toutes les heures).
Il existe également des trains P supplémentaires :
- un train P de Bertrix à Arlon (le matin) ;
- un train P de Virton à Arlon (le matin) ;
- un train P de Libramont à Arlon (l’après-midi) ;
- un train P d’Arlon à Libramont (l’après-midi).

Les week-ends et jours fériés, elle est desservie toutes les deux heures par des trains L Libramont - Athus - Arlon.

### Intermodalité
Le stationnement des véhicules est possible à proximité. Un parking pour une vingtaine de voitures a été réalisé.

## Comptage voyageurs
Le graphique et le tableau montrent le nombre de passagers qui en moyenne embarquent durant la semaine, le samedi et le dimanche.
| Nombre de voyageurs qui embarquent à la gare d'Aubange | Nombre de voyageurs qui embarquent à la gare d'Aubange | Nombre de voyageurs qui embarquent à la gare d'Aubange | Nombre de voyageurs qui embarquent à la gare d'Aubange |
|                                                        | Semaine                                                | Samedi                                                 | Dimanche                                               |
| ------------------------------------------------------ | ------------------------------------------------------ | ------------------------------------------------------ | ------------------------------------------------------ |
| 1977                                                   | 45                                                     | 12                                                     | -                                                      |
| 1978                                                   | 58                                                     | 11                                                     | -                                                      |
| 1979                                                   | 63                                                     | 13                                                     | -                                                      |
| 1980                                                   | 50                                                     | 13                                                     | -                                                      |
| 1981                                                   | 66                                                     | 14                                                     | -                                                      |
| 1982                                                   | 60                                                     | 6                                                      | -                                                      |
| 1983                                                   | 45                                                     | 8                                                      | -                                                      |
| 1984                                                   | -                                                      | -                                                      | -                                                      |
| 1985                                                   | -                                                      | -                                                      | -                                                      |
| 1986                                                   | -                                                      | -                                                      | -                                                      |
| 1987                                                   | -                                                      | -                                                      | -                                                      |
| 1988                                                   | -                                                      | -                                                      | -                                                      |
| 1989                                                   | -                                                      | -                                                      | -                                                      |
| 1990                                                   | -                                                      | -                                                      | -                                                      |
| 1991                                                   | -                                                      | -                                                      | -                                                      |
| 1992                                                   | -                                                      | -                                                      | -                                                      |
| 1993                                                   | -                                                      | -                                                      | -                                                      |
| 1994                                                   | -                                                      | -                                                      | -                                                      |
| 1995                                                   | -                                                      | -                                                      | -                                                      |
| 1996                                                   | -                                                      | -                                                      | -                                                      |
| 1997                                                   | -                                                      | -                                                      | -                                                      |
| 1998                                                   | -                                                      | -                                                      | -                                                      |
| 1999                                                   | -                                                      | -                                                      | -                                                      |
| 2000                                                   | -                                                      | -                                                      | -                                                      |
| 2001                                                   | -                                                      | -                                                      | -                                                      |
| 2002                                                   | -                                                      | -                                                      | -                                                      |
| 2003                                                   | -                                                      | -                                                      | -                                                      |
| 2004                                                   | -                                                      | -                                                      | -                                                      |
| 2005                                                   | -                                                      | -                                                      | -                                                      |
| 2006                                                   | -                                                      | -                                                      | -                                                      |
| 2007                                                   | 38                                                     | -                                                      | -                                                      |
| 2008                                                   | -                                                      | -                                                      | -                                                      |
| 2009                                                   | 57                                                     | -                                                      | -                                                      |
| 2010                                                   | -                                                      | -                                                      | -                                                      |
| 2011                                                   | -                                                      | -                                                      | -                                                      |
| 2012                                                   | 47                                                     | -                                                      | -                                                      |
| 2013                                                   | 53                                                     | -                                                      | -                                                      |
| 2014                                                   | 89                                                     | -                                                      | -                                                      |
| 2015                                                   | 67                                                     | -                                                      | -                                                      |
| 2016                                                   | 92                                                     | -                                                      | -                                                      |
| 2017                                                   | 72                                                     | -                                                      | -                                                      |
| 2018                                                   | 76                                                     | -                                                      | -                                                      |
| 2019                                                   | 62                                                     | -                                                      | -                                                      |
| 2020                                                   | 58                                                     | -                                                      | -                                                      |
| 2021                                                   | -                                                      | -                                                      | -                                                      |
| 2022                                                   | 58                                                     | 19                                                     | 21                                                     |
| 2023                                                   | 90                                                     | 21                                                     | 14                                                     |
| 2024                                                   | 134                                                    | 27                                                     | 34                                                     |

## Patrimoine ferroviaire
Construit en 1904, l'ancien bâtiment voyageurs, une halte type 1893 avec une aile de sept travées, a été réaménagé en logements après sa fermeture.

Bâtiment de la gare
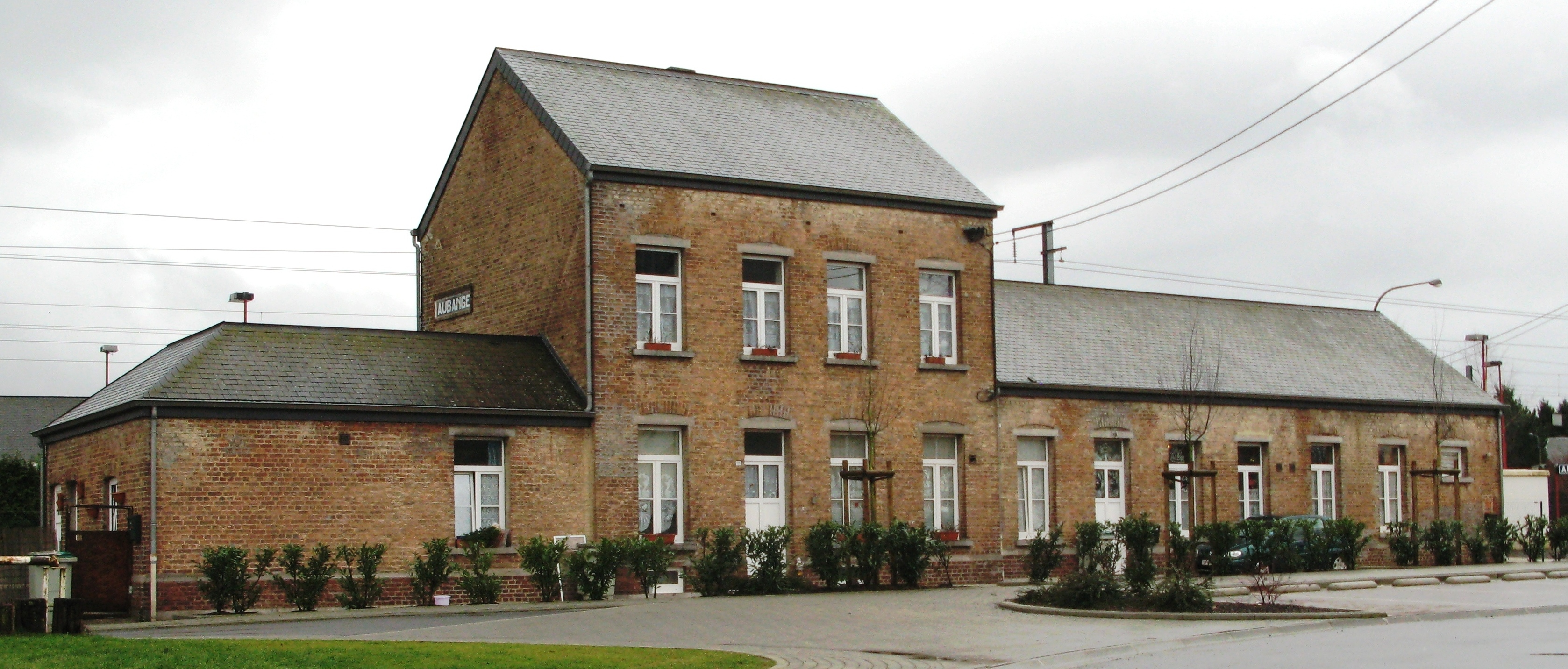
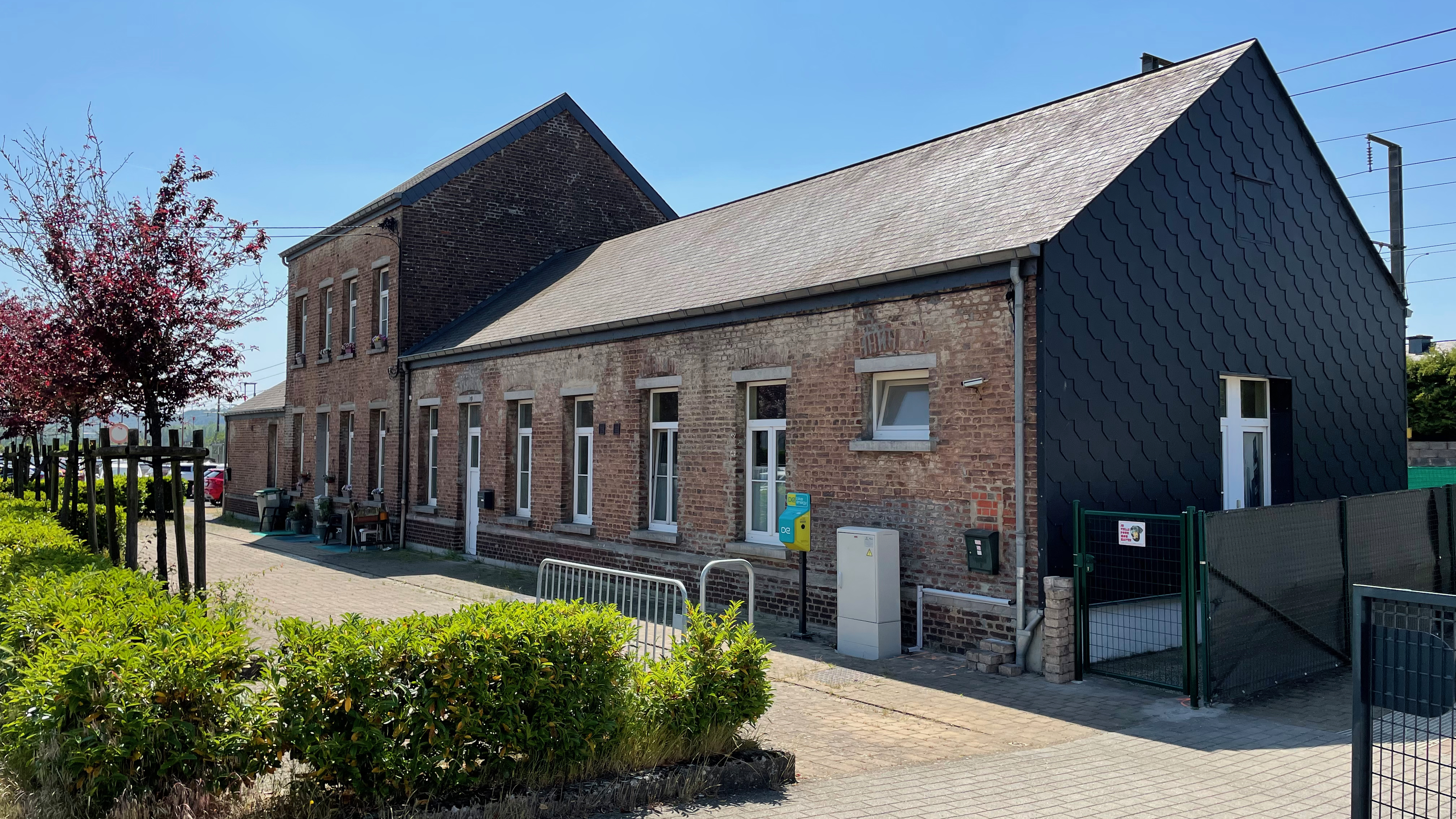